# Interchange of Data between Administrations
 (signalé en juin 2025).
Si vous disposez d'ouvrages ou d'articles de référence ou si vous connaissez des sites web de qualité traitant du thème abordé ici, merci de compléter l'article en donnant les références utiles à sa vérifiabilité et en les liant à la section « Notes et références ».
- Archive Wikiwix
- Bing
- Cairn
- DuckDuckGo
- E. Universalis
- Gallica
- Google
- G. Books
- G. News
- G. Scholar
- Persée
- Qwant
- (zh) Baidu
- (ru) Yandex
- (wd) trouver des œuvres sur Wikidata

Pour les articles homonymes, voir IDA.
Le programme IDA (Interchange of Data between Administrations) est un programme d'échange de données entre administrations lancé en 1995 par l'Union européenne.
IDA a été renommé en IDABC : Interoperable Delivery of European eGovernment Services to public Administrations, Businesses and Citizens.
L'IDABC produit notamment les standards utilisables par le Cadre Commun d'Interopérabilité européen, qui est censé fournir les normes des Cadres Communs d'Interopérabilité de chaque État-membre de l'Union européenne, pour les services d'e-Gouvernement. La démarche de l'administration française sur le cadre national d'interopérabilité RGI est inspirée de la démarche européenne. 
Parmi les projets de l'IDABC, on trouve :
- MIReG : cadre commun sur les métadonnées,
- European Interoperability Framework.

L'IDABC dispose également d'un observatoire du logiciel libre : Open Source Observatory